# Стефан Груев
Стефан Павлов Груев е български писател и общественик, дългогодишен журналист във френското списание „Пари Мач“, а също работил и в радио „Свободна Европа“, и в българската секция на Би Би Си.

## Биография
Стефан Груев е роден на 26 май 1922 година в София в семейството на Павел Груев, юрист и дипломат, който по-късно е началник на кабинета на цар Борис III Още като ученик проявява интерес към журналистиката и, след като завършва Школата за запасни офицери, за кратко е стажант във вестник „Зора“. На 1 май 1944 година заминава за Швейцария, където до 1946 година следва право в Женевския университет.
След Деветосептемврийския преврат от 1944 година бащата на Груев е съден от т.нар. „Народен съд“ е сред избитите на 1 февруари 1945 година. Майката, братът и сестрата на Стефан Груев са изселени в Добруджа. Самият Стефан Груев остава в чужбина като политически емигрант.
Установява се в Париж, където през 1946 – 1947 година участва в основания от Г. М. Димитров Български националноосвободителен комитет, а след това в Съюза за защита правата на българските граждани, като през 1947 – 1948 г. е сред редакторите на неговото издание „Български народ“. През октомври 1951 година постъпва на работа в радио „Свободна Европа“ в Мюнхен. След това е репортер в списание „Пари Мач“. Сред личностите, които интервюира, са: Фидел Кастро, Вернер фон Браун и Мерилин Монро. Между 1957 и 1977 г. завежда бюрото на списанието в Ню Йорк, САЩ. През 1963 година получава американско гражданство.
Груев е автор на осем книги на френски и английски език, три от които са преведени и издадени на български:
- „Корона от тръни“, издадена през 1991 г., описва България по време на управлението на цар Борис III в периода между 1918 и 1943 година.
- „Проектът Манхатън. Неразказаната история за атомната бомба и нейните създатели“, издадена на английски през 1967 г. и на български през 1998 г., разказ за Проекта Манхатън.
- „Моята одисея“, автобиография, преведена от английски език и издадена през 2002 г. от издателство „Обсидиан“, в която авторът разказва за детството, убийството на баща си от т.нар. „Народен съд“, емигрантските си години, работата в Париж за списание „Пари Мач“ и журналистическата си работа.

Прави репортажи в областта на океанографията, на науките за Земята и за произхода на Вселената. Той е и първият българин, стъпил на Южния полюс през 1970 г. като част от американската операция „Дълбок лед“
През 2002 г., по повод своята 80-годишнина, Стефан Груев е награден в България с орден „Мадарски конник“ – I степен, за приносите си в популяризирането на българската култура и история. Съосновател е на Американския университет в Благоевград и е удостоен с титлата „доктор хонорис кауза“.